# دوشنبه
دُوشَمْبِه أو دوشانبي عاصمة طاجيكستان وأكبر مدنها، يبلغ عدد سكانها 778.500 نسمة حسب إحصائيات 2014, وتعد من أهم المراكز الاقتصادية والثقافية للدولة.

## التسمية
الاسم مُشتق من اللغة الطاجيكية أي يوم الإثنين نسبةً للسوق الذي كان يقام في البلد كل يوم اثنين.
ومن الجدير بالذكر أن الروس كانوا يطلقون عليها اسم استالین‌ آباد stalinabad بين 1922 و 1961.

## الجغرافيا
تقع في وسط غرب البلاد، على ارتفاع 800 متر فوق سطح البحر. في وادي جيسار (gissar), ويمر من خلالها نهر فارزوب (varzob) الذي يسمى أيضا نهر دوشباني نسبةً إلى اسم المدينة. يتوسط دوشنبه سارية دوشنبه، إحدى أهم معالم المدينة.

## المناخ
مناخ قاري، في الصيف حار وجاف وفي الشتاء بارد ورطب.
بينما درجات الحرارة المتوسطة تصل إلى 14,7 درجة مئوية ونسبة الأمطار السنوية تصل إلى 568 ملم.
يعتبر شهر تموز من أكثر الأشهر حرًا إذ تصل درجات الحرارة إلى 27,1 درجة مئوية بينما أبرد الأشهر كانون الثاني بدرجات حرارة 2,1 درجة مئوية.
ومن أكثر الأشهر جفافاً شهر آب بينما أكثر نسبة أمطار تهطل في فصل آذار ونيسان بحوالي 100 ملم.

## الاقتصاد
بعد أن تم توصيل السكك الحديدية والقطارات في عام 1929, أصبحت من أهم المدن الصناعية والاقتصادية في الدولة.

## القواعد العسكرية
يوجد قاعدة عسكرية هندية على بعد 80 كلم جنوب المدينة، وتعد القاعدة الهندية الوحيدة الموجودة خارج الهند.
ويكثر في العاصمة تواجد جنود من قوات الجيش الدولية، من الجيش الفرنسي الجيش الأمريكي والجيش الروسي.

## النقل

### القطار
تربط السكك الحديدية العاصمة دوشانبي مع موسكو ومع طشقند عاصمة أوزبكستان لكن بسبب موقع العاصمة والظروف الجبلية والأودية تعد شبكة القطارات غير متطورة وتحتاج الكثير من الوقت بسبب الالتفافات الجبلية.

### الطيران
تملك المدينة مطاراً دولياً على بعد 15 دقيقة عن مركز المدينة، تقلع وتهبط به يوميا طائرات من وإلى موسكو، إسطنبول، طشقند، وباكو وغيرهم .